# Coryogalops
Coryogalops is een geslacht van straalvinnige vissen uit de familie van grondels (Gobiidae). Het geslacht is voor het eerst wetenschappelijk beschreven in 1958 door Smith.

## Soorten
- Coryogalops adamsoni Goren, 1985
- Coryogalops anomolus Smith, 1958
- Coryogalops bretti Goren, 1991
- Coryogalops bulejiensis Hoda, 1983
- Coryogalops monospilus Randall, 1994
- Coryogalops ocheticus Norman, 1927
- Coryogalops sordida Smith, 1959
- Coryogalops tessellatus Randall, 1994
- Coryogalops william Smith, 1948